# Atalaya de la Cabeça Magra
La Atalaia de la Cabeça Magra, también conocida como Atalaia Magra o  Monumento da Atalaia Magra, es una torre defensiva que funcionaba como  atalaya situada en el Monte de Atalaia en el municipio de Moura, en la Unión de Parroquias de Moura (San Agustín y San Juan Bautista) y San Amador, distrito de Beja en Portugal.

## Historia

### Antecedentes
En el sitio, en lo alto y con buena visibilidad, había rastros de un castro de la Edad de Hierro así como de apropiaciones posteriores, a saber, romanas.

### La atalaya medieval
En la época de la  reconquista cristiana de la Península ibérica, la región fue conquistada en 1166 a los moros por  D. Afonso Henriques (1112-1185).
Bajo el reinado de  D. Dinis (1279-1325), hacia finales del siglo XIII, se erigió un conjunto de cuatro torres de vigilancia que custodiaban este tramo de la frontera con Castilla: Atalaia da Cabeça Gorda, Atalaia da Cabeça Magra, Atalaia de Alvarinho y Atalaia de Porto Mourão. Cabe señalar que en esa época, en la región, el mismo soberano promovió la remodelación del Castillo de Moura, que data de 1290 su Torre de Menagem.
Atalaia Magra está en una colina coronada por un castillo de la Edad de Hierro. Consiste en una simple torre de vigilancia aislada, que se comunicaba visualmente con el Castillo de Moura y las otras torres de vigilancia.

### En la actualidad
Hoy en día, vacía y parcialmente en ruinas, la única sobreviviente del grupo, está clasificada como Propiedad de Interés Público de Portugal por Decreto publicado el 3 de enero de 1986.

### Características
Torre simple en pequeña mampostería de piedra, presenta planta circular con unos cuatro metros de diámetro por doce metros de altura. A poco más de un metro del suelo en su pared una puerta en arco ojival, de estilo gótico, con acceso primitivo, se cree, por escaleras de madera desmontables. Los muros del oeste presentan una ruina parcial. En los restos se pueden ver tres pequeñas ventanas cuadrangulares. El interior de la torre estaba originalmente dividido en dos pisos, el inferior cubierto por una bóveda de piedra y el superior por vigas de madera, ahora desaparecidas. El acceso a los pisos se hace por escaleras de caracol, de piedra.
La torre fue originalmente inscrita en un recinto amurallado, del que sólo quedan algunos rastros.
A diferencia de Atalaia Magra, los de Porto Mourão, Cabeça Gorda y Alvarinho tenían una planta cuadrangular.